# Villamañán
Villamañán ist ein Ort und eine nordspanische Gemeinde mit 1.076 Einwohnern (Stand: 2024) in der Provinz León und der Region Kastilien-León. Die Gemeinde besteht neben dem gleichnamigen Hauptort aus den Ortschaften Benamariel, San Esteban de Villacalbiel, Villacalbiel und Villacé.

## Lage und Klima
Villamañán liegt etwa 80 Kilometer südsüdöstlich von León im Nordwesten der Iberischen Meseta in einer Höhe von ca. 765 m am Río Esla, der die östliche Gemeindegrenze bildet. In Nord-Süd-Richtung durchquert die Autovía A-66 die Gemeinde.
Das Klima im Winter ist rau, im Sommer dagegen trocken und warm; der spärliche Regen (ca. 499 mm/Jahr) fällt überwiegend im Winterhalbjahr.

## Bevölkerungsentwicklung
| Jahr      | 1970 | 1981 | 1991 | 2001 | 2011 | 2021 |
| Einwohner | 1287 | 1681 | 1563 | 1348 | 1269 | 1084 |

Aufgrund der durch die Mechanisierung der Landwirtschaft und der Aufgabe von bäuerlichen Kleinbetrieben ausgelösten Landflucht ist die Bevölkerung des Dorfes seit der Mitte des 19. Jahrhunderts kontinuierlich gewachsen.

## Sehenswürdigkeiten
- Salvatorkirche in Villamañán
- Kirche Mariä Himmelfahrt in Villacé
- Kapelle von San Esteban de Villacalbiel

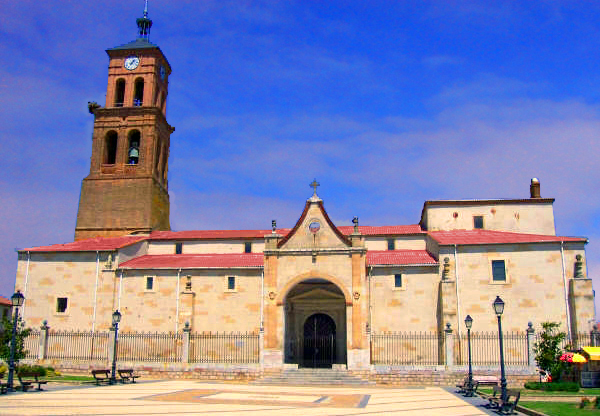
Salvatorkirche
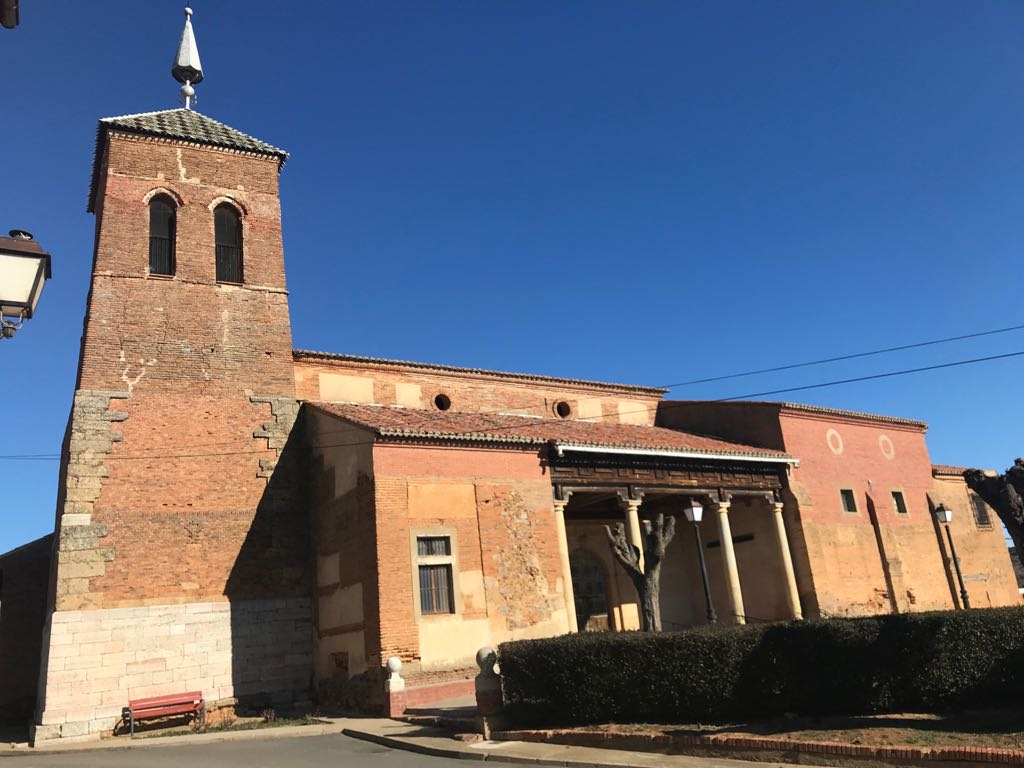
Kirche Mariä Himmelfahrt
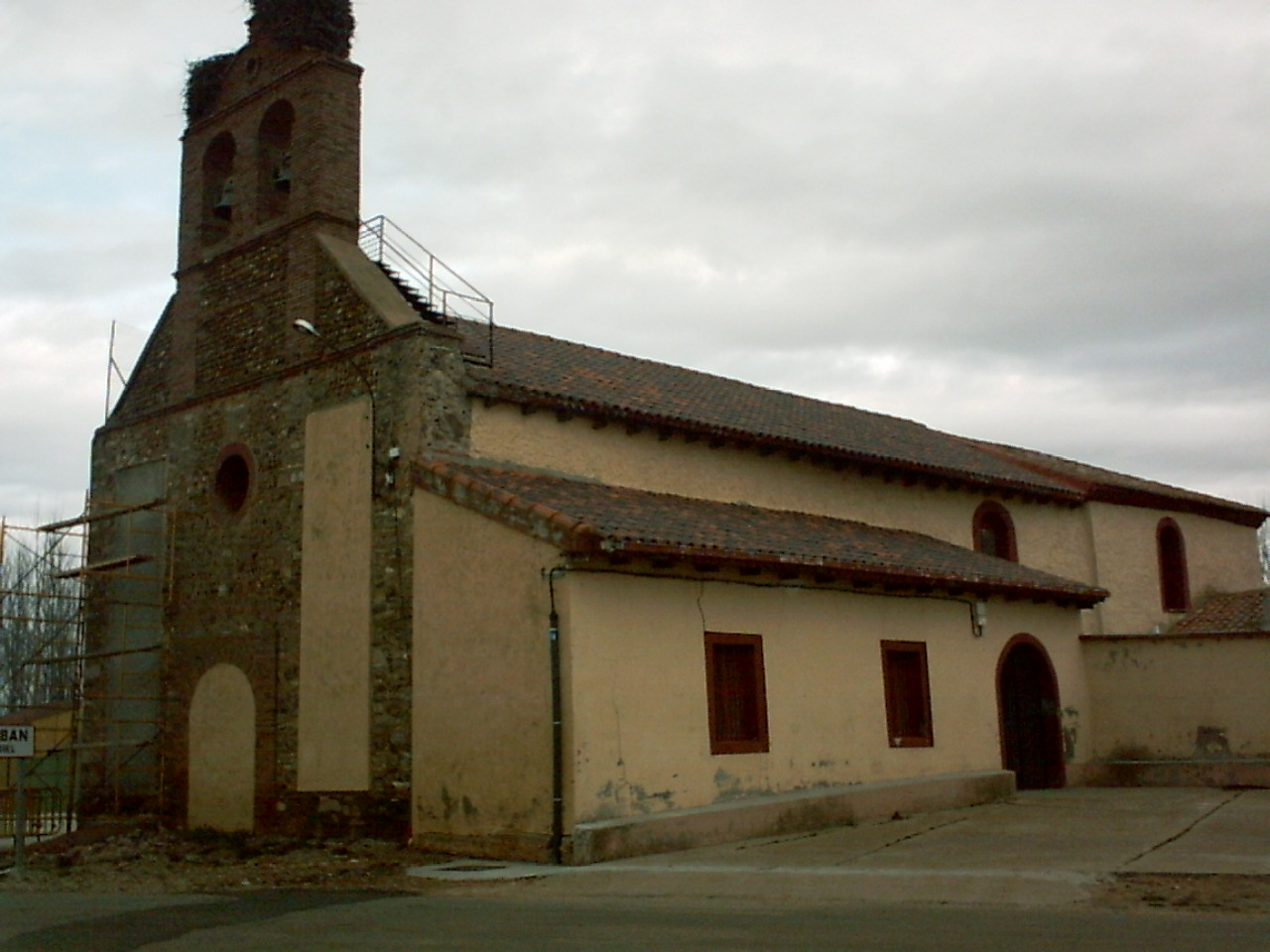
Kapelle von San Esteban